# Llangollen Rural
Llangollen Rural är en community i Storbritannien.   Den ligger i kommunen Wrexham och riksdelen Wales, i den södra delen av landet, 260 km nordväst om huvudstaden London.
De två största byarna är Froncysyllte och Trevor.